# Neoepiscardia pectinigera
Neoepiscardia pectinigera är en fjärilsart som beskrevs av László Anthony Gozmány. Neoepiscardia pectinigera ingår i släktet Neoepiscardia och familjen äkta malar. Inga underarter finns listade i Catalogue of Life.